# سرای‌کوی، قزلچه‌حمام
سرای‌کوی (به ترکی استانبولی: Sarayköy) یک منطقهٔ مسکونی در ترکیه است که در قزلچه‌حمام واقع شده‌است.